# Sergey Khorokhordin
Sergey Khorokhordin (né le 9 octobre 1985 à Barnaoul) est un gymnaste russe.